# Cholerisch
Cholerisch is een temperament of persoonlijkheidstype. Mensen die cholerisch zijn worden geacht snel driftig te worden. In de Griekse oudheid werd van hen verondersteld dat ze te veel gele gal, een van de vier lichaamssappen, hadden.
Deze humorestheorie werd ontwikkeld door Hippocrates, en door Galenus verder uitgewerkt, en bleef heel gezaghebbend tijdens de middeleeuwen en lang daarna.
Aanhangers van Rudolf Steiner en de antroposofie gebruiken de vier temperamenten nog vandaag de dag.
Cholerische mensen worden, behalve met gal, geassocieerd met de zomer (warm en droog), en met het element vuur. Het zijn doeners en leiders, met veel ambitie en energie, en ze hebben de behoefte om dat op andere mensen over te dragen, speciaal op de flegmatische types. Veel charismatische, militaire en politieke leiders waren van het cholerische type. Een negatief aspect is dat ze snel boos of "humeurig" worden.
De term komt ook terug in de kubus van Heymans.

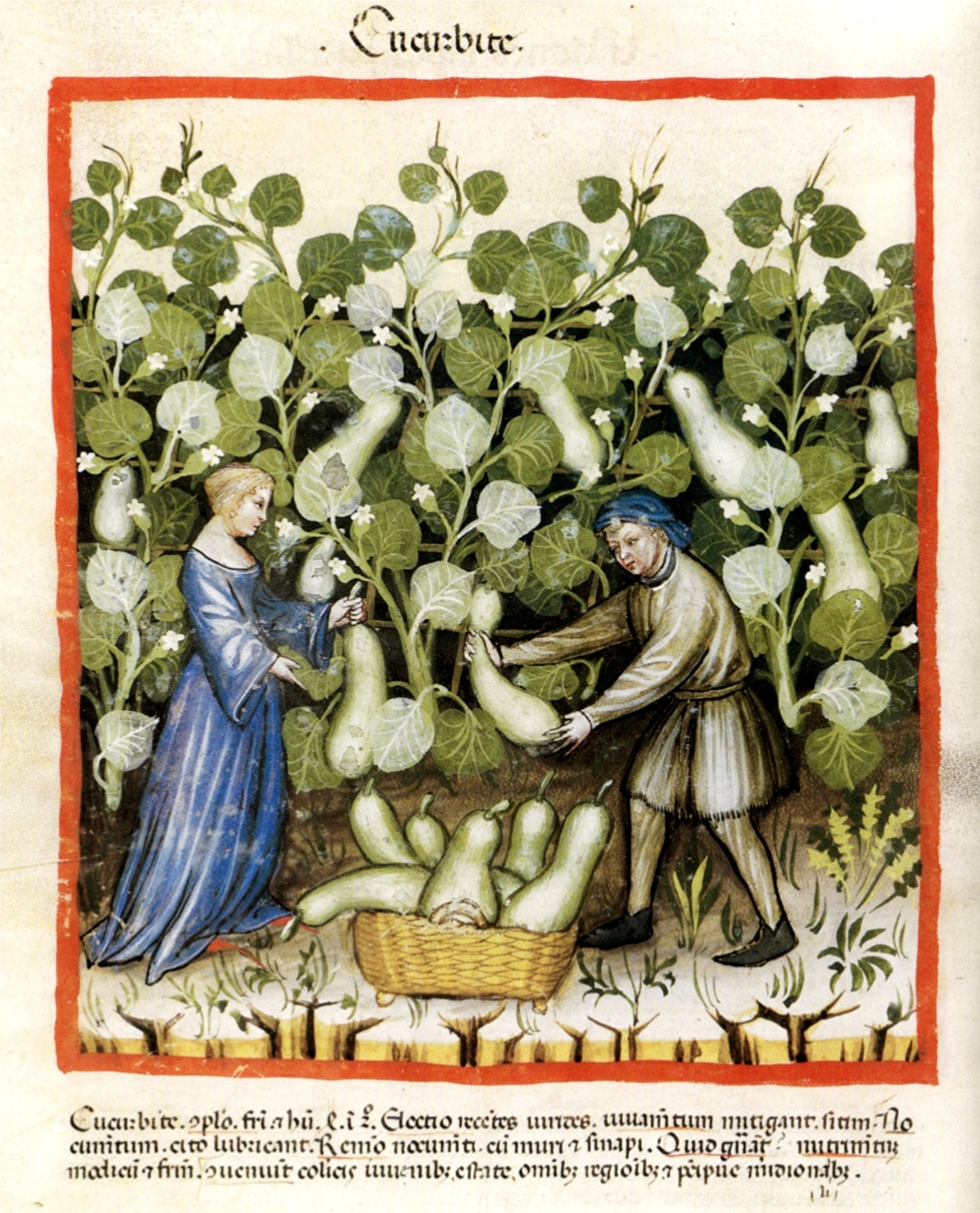
De fleskalebas zou goed zijn voor cholerische persoonlijkheden, volgens de Codex Tacuinum Sanitatis